# B・A・R 006
B・A・R006は、B・A・Rが2004年のF1世界選手権参戦用に開発したフォーミュラ1カー。2004年の開幕戦から、最終戦まで実戦投入された。デザイナーは、ジェフ・ウィリス。
シーズンオフのテストでは、2005年の新レギュレーションに対応したB・A・R067（通称カラス）が使用された。

## 概要
2003年シーズンにおいて005には、エンジン、ハイドロリック系統など様々な所で信頼性に関する問題が発生した。006ではこれらの解消を図りながら、更なる速さを求めてタイヤを参戦以来のブリヂストンからミシュランに変更した。
ギヤボックスは、構成部品をXトラックからホンダ製に切り替えた。これは2002年から開発されていたものである。
エンジンであるRA004Eは、冷却水の流す方向を見直すことでボアピッチの縮小（105mm → 103mm）が可能となった。また、ピストンの材質をアルミニウム合金からメタル・マトリックス・コンポジット (MMC) と呼ばれる複合材料に変更することで、ピストン1個あたり40g弱の軽量化がなされた。
第12戦ドイツグランプリではフロントタイヤの空転を防ぐFCP（フロント・クラッチ・パッケージ）を投入。これは回転差をハイドロリックでコントロールするというものであった。このシステムは1999年にベネトンがB199でFTTS（フロント・トルク・トランスファー・システム）として初導入したが、このときは重量増でお蔵入りになった。チームは事前にFIAのチャーリー・ホワイティングから使用許可を得ていたが、電子制御が介在するという点でレーススチュワードからクレームが来たため、フリー走行後に取り外すことになった。チームはこの部分を単純化し、ブレーキの油圧を利用した機械式とすることで第15戦イタリアグランプリから再投入。このパーツによって、サーキットによるが1周当たり0.2 - 0.3秒の短縮につながると言われた。

### 2004年シーズン
懸念されたタイヤメーカーの変更も問題なく、開幕前のテストから好調な出足を見せた。
第4戦サンマリノグランプリでジェンソン・バトンがチーム初めてとなるポールポジションを獲得した。チーム初優勝は果たせなかったが、バトンは表彰台10回を獲得してドライバーズランキング3位となった。
佐藤も第7戦ヨーロッパGPで日本人歴代最高となる予選2位を獲得。第9戦アメリカグランプリで自身初となる表彰台を獲得し、好調を示した。
マクラーレンやウィリアムズの不調に助けられた部分もあるが、フェラーリが圧勝したシーズンにおいて、「その他」の最上位となるコンストラクターズ2位を獲得し、チーム創設以来最高の成績を収めた。
しかし完全新設計のエンジンにトラブルが見られ、特に佐藤は年間7回ものエンジントラブルに悩まされた。
この年のチームの躍進に他チームからの警戒も強くなった。例としてはリヤウイングのセパレーター、フレキシブルリヤウイング、スタートシステムなどである。
ただし、「シーズン未勝利でのコンストラクターズ2位」獲得はF1史上初の珍事であり、この躍進が一過性のものなのか、それともトップチームへのステップボードだったのかの判断は翌シーズン以降へと持ちこされることとなった（2位争いの直接的なライバルであったルノー、不振のウィリアムズ、マクラーレンは各1勝記録している）。

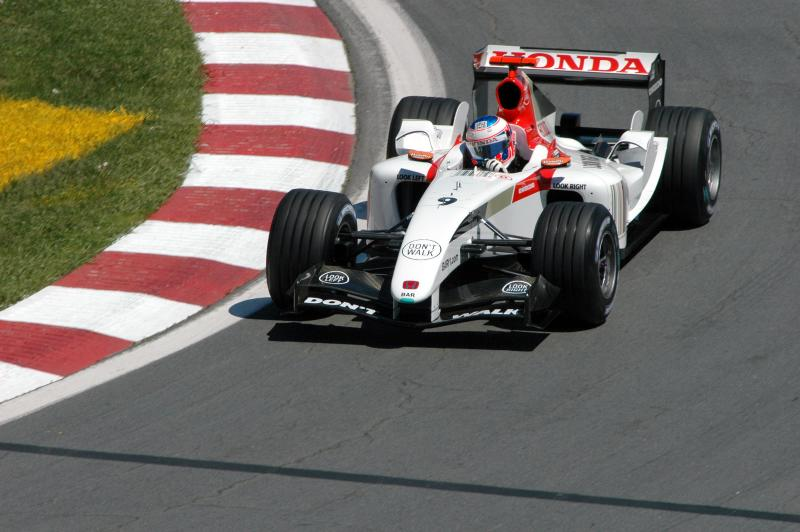
カナダGPでの006。バトンがドライブ。
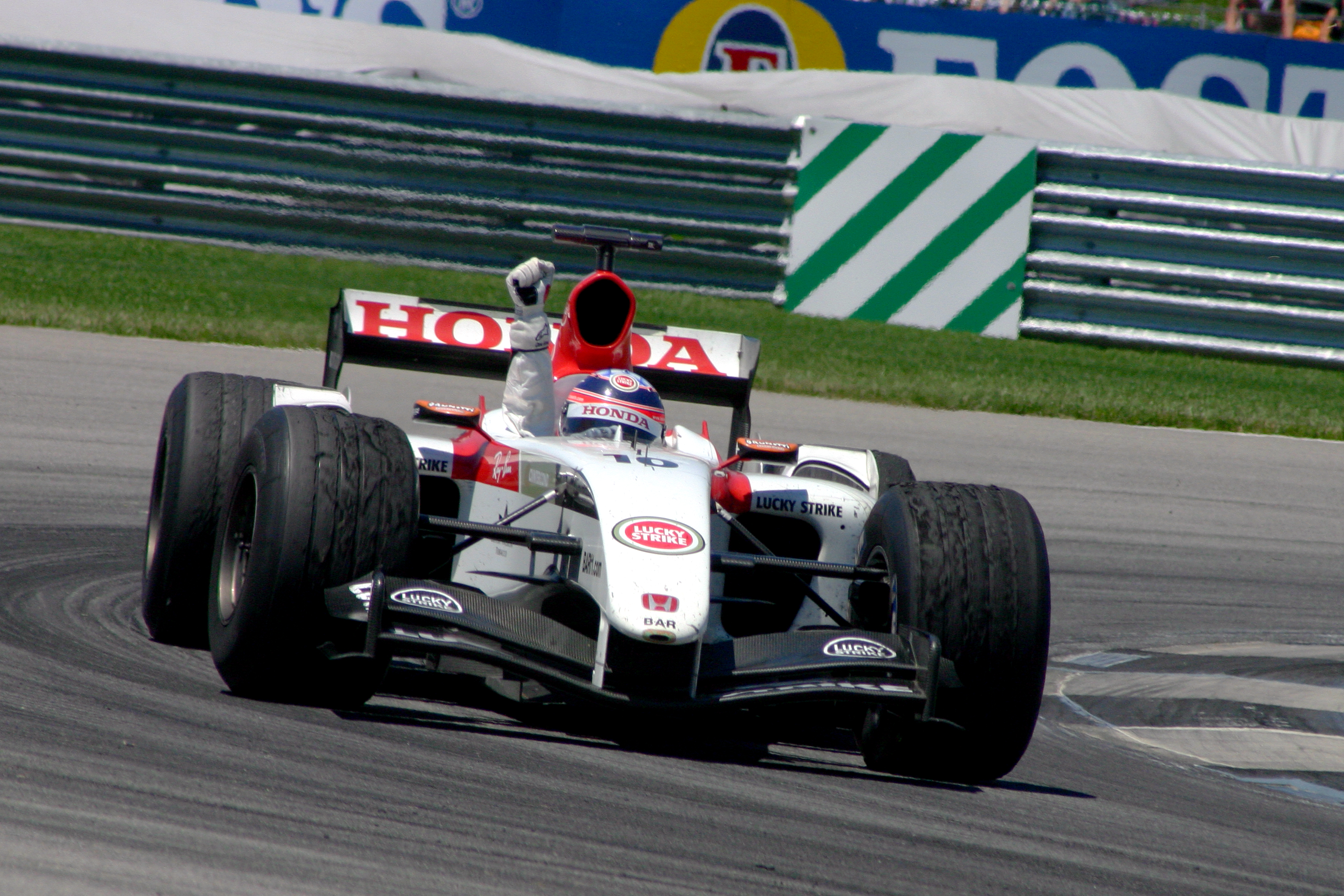
アメリカGPで自身初の表彰台を獲得した佐藤琢磨と006。
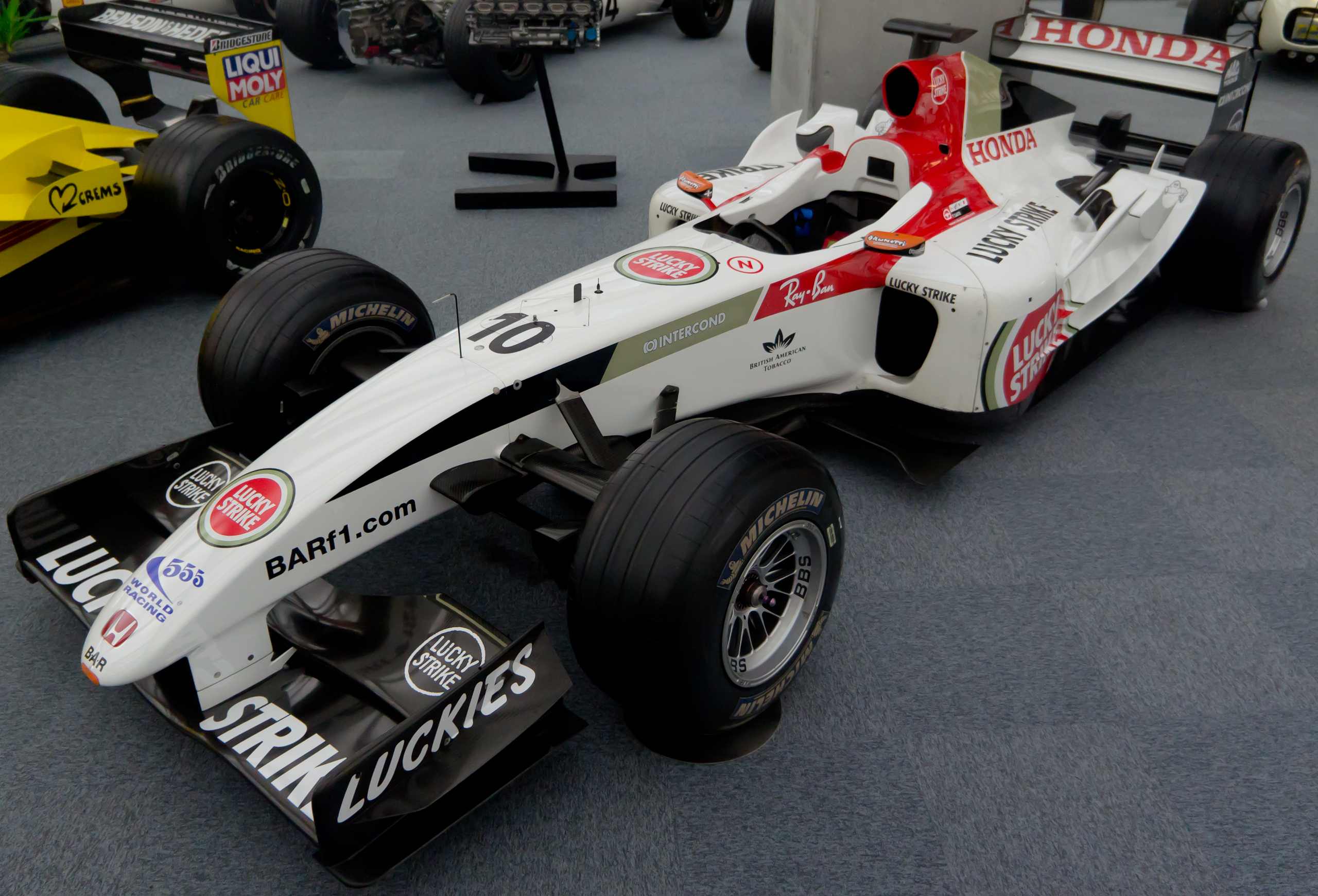
ホンダ・コレクションホールに展示されている006。
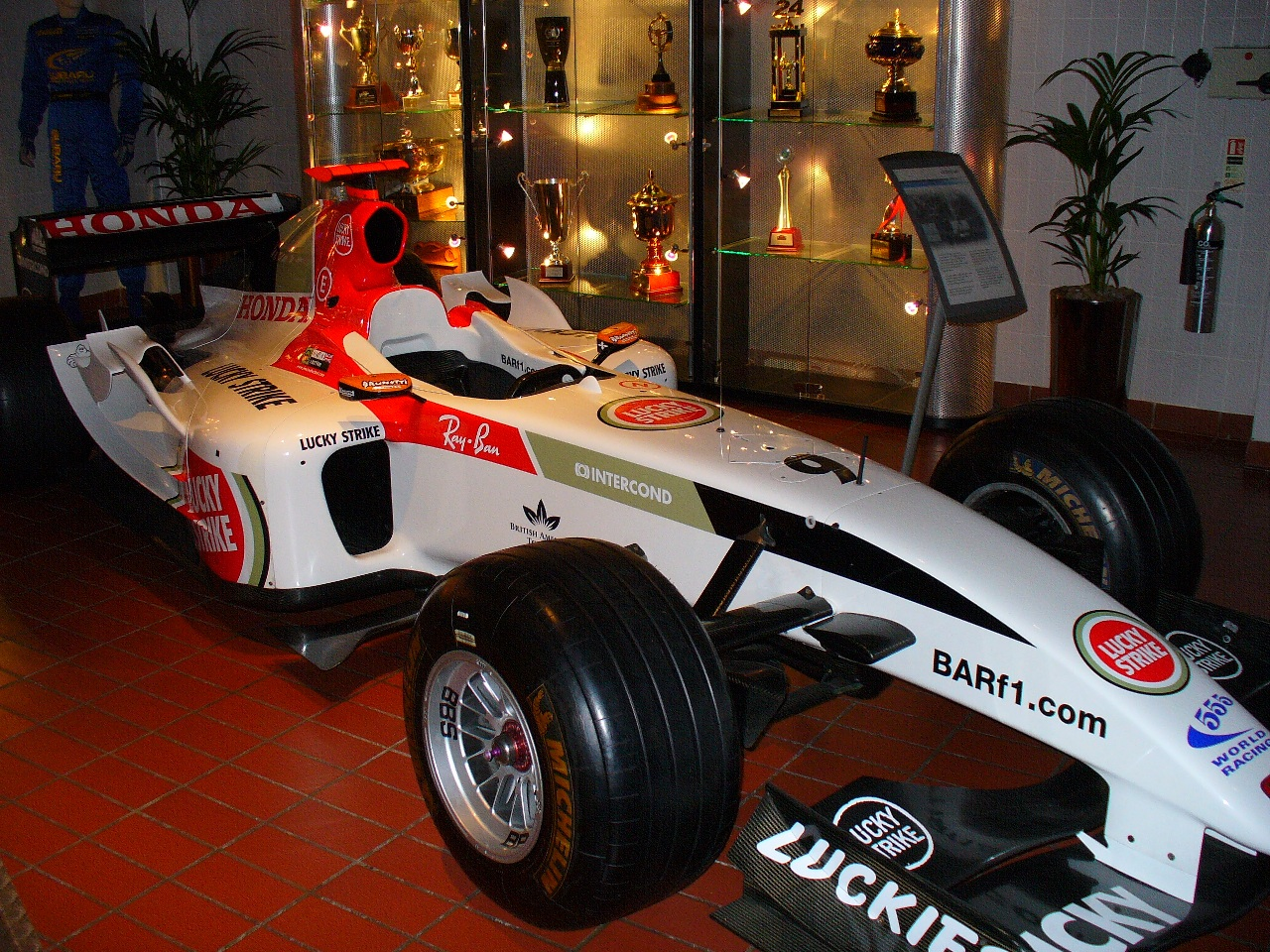
プロドライブファクトリーに展示されている006。

## スペック

### シャーシ
- シャーシ名 006
- モノコック重量 56kg[7]
- 全長 4,675 mm
- 全幅 1,800 mm
- 全高 950 mm
- ホイールベース 3,131 mm
- 前トレッド 1,460 mm
- 後トレッド 1,420 mm
- クラッチ ザックス
- ブレーキキャリパー アルコン
- ブレーキディスク・パッド ブレンボ
- ホイール BBS
- タイヤ ミシュラン
- 燃料タンク ATL製150L
- ギヤボックス ホンダ7速セミオートマチック/カーボンファイバーケーシング

### エンジン
- エンジン名 ホンダRA004E
- 気筒数・角度 V型10気筒・90度
- 排気量 3,000cc
- 最高回転数 19,000回転以上[7]
- 最大馬力 900馬力以上
- ボア×ストローク 97.0mm×40.52mm[7]
- 重量 91kg[7]
- スパークプラグ NGK
- 燃料 エネオス
- 潤滑油 エネオス
- イグニッション ホンダPGM-IG
- インジェクション ホンダPGM-FI

## 記録
| 年   | No. | ドライバー | 1   | 2   | 3   | 4   | 5   | 6   | 7   | 8   | 9   | 10  | 11  | 12  | 13  | 14  | 15  | 16  | 17  | 18  | ポイント | ランキング |
| 年   | No. | ドライバー | AUS | MAL | BHR | SMR | ESP | MON | EUR | CAN | USA | FRA | GBR | GER | HUN | BEL | ITA | CHN | JPN | BRA | ポイント | ランキング |
| ---- | --- | ---------- | --- | --- | --- | --- | --- | --- | --- | --- | --- | --- | --- | --- | --- | --- | --- | --- | --- | --- | -------- | ---------- |
| 2004 | 9   | バトン     | 6   | 3   | 3   | 2   | 8   | 2   | 3   | 3   | Ret | 5   | 4   | 2   | 5   | Ret | 3   | 2   | 3   | Ret | 119      | 2位        |
| 2004 | 10  | 佐藤       | 9   | 15  | 5   | 16  | 5   | Ret | Ret | Ret | 3   | Ret | 11  | 8   | 6   | Ret | 4   | 6   | 4   | 6   | 119      | 2位        |

- 太字はポールポジション、斜字はファステストラップ。(key)

- 年間0勝,表彰台11回 1PP（2004年）
- コンストラクターズランキング2位（未勝利でランキング2位は史上初の出来事）
- ドライバーズランキング3位（ジェンソン・バトン）1PP 決勝最高位2位4回
- ドライバーズランキング8位（佐藤琢磨）予選最高位2位1回 決勝最高位3位1回

## シーズン終了後
オフシーズンでは007用のエンジンとギヤボックスを搭載し、17パーセントのダウンフォースを削減したテストカー067として使用された。全体が黒で、そこにグレー1色でマーキングが施されていた。

## 国立自動車博物館
2009年7月3日にイギリスのボーリューにある国立自動車博物館で006が披露される。これは、第9戦アメリカグランプリにおいて自身初めての表彰台を獲得した佐藤琢磨がドライブしたマシンであり、今回、新たに博物館の収蔵品に加えられることが決定した。この披露会には佐藤琢磨も参加する。